# 名和義高
名和 義高（なわ よしたか、乾元元年（1302年） - 延元3年/建武5年5月22日（1338年6月10日））は、南北朝時代の武士。名和長年の長男。弟に基長、高光、甥に顕興がいる。通称、伯耆大夫利官。

## 生涯
父・長年に従い、後醍醐天皇の隠岐脱出を援助、船上山の戦いで幕府軍と交戦する。 元弘3年/正慶2年（1333年）に天皇を奉じて入京。後醍醐天皇による建武政権が発足すると、義高は武者所、窪所の番衆に起用される。翌年、肥後国八代庄の地頭職を拝領した。義高は八代庄の一部を杵築大社や熊野神社に寄進している。
足利尊氏が天皇に反旗を翻すと、父・長年を始め名和一族と共に応戦する。義高も北畠顕家に随従して足利軍を迎撃したが、南朝:延元3年/北朝:建武5年（1338年）5月22日に堺浦の戦いで討死した。
家督を継いだ甥の顕興は後に義高が地頭職を与えられた八代庄に下向し、一帯に勢力を扶植し肥後名和氏の祖となった。

## 画像集

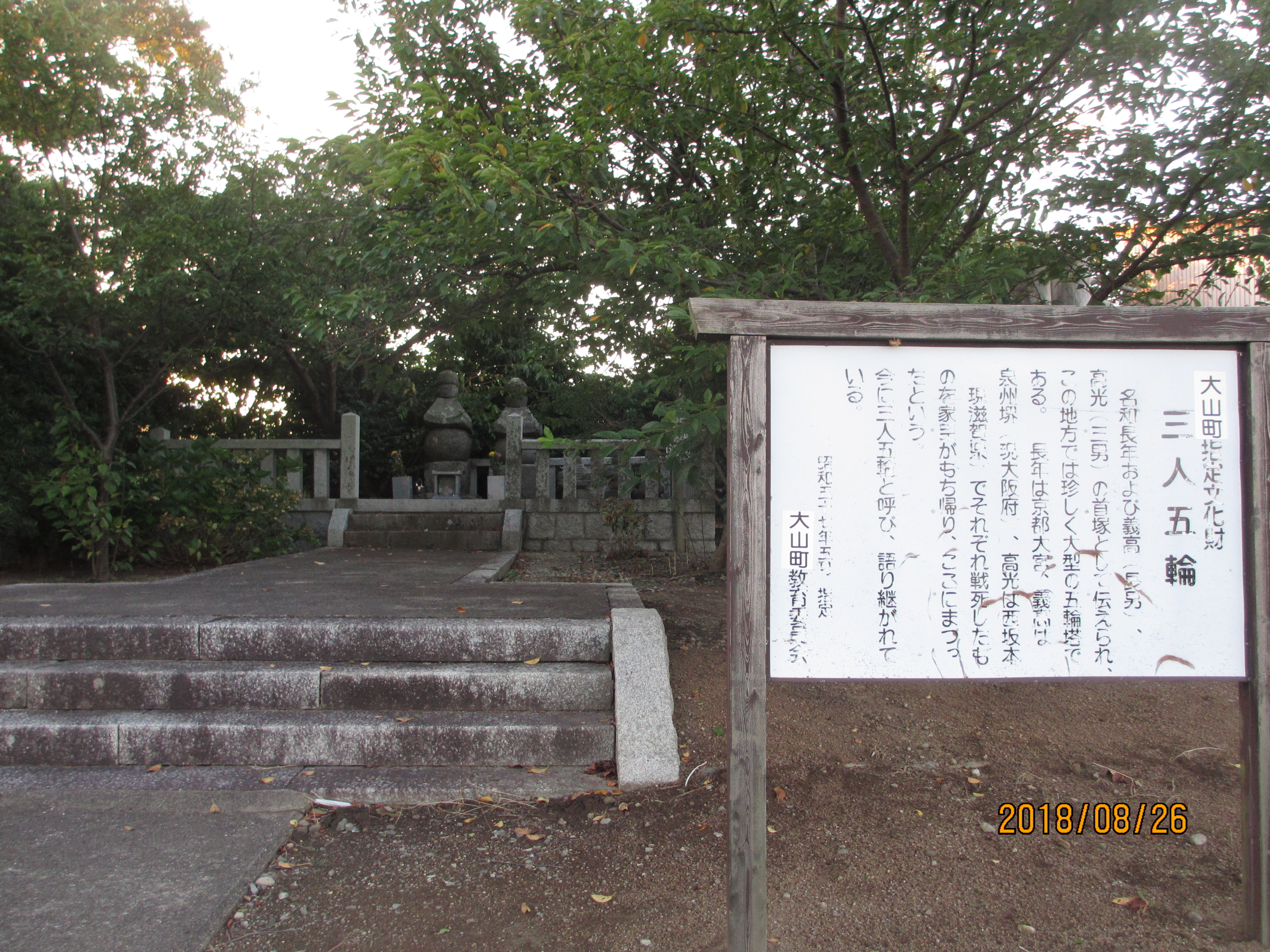
三人五輪、説明版（鳥取県西伯郡大山町）
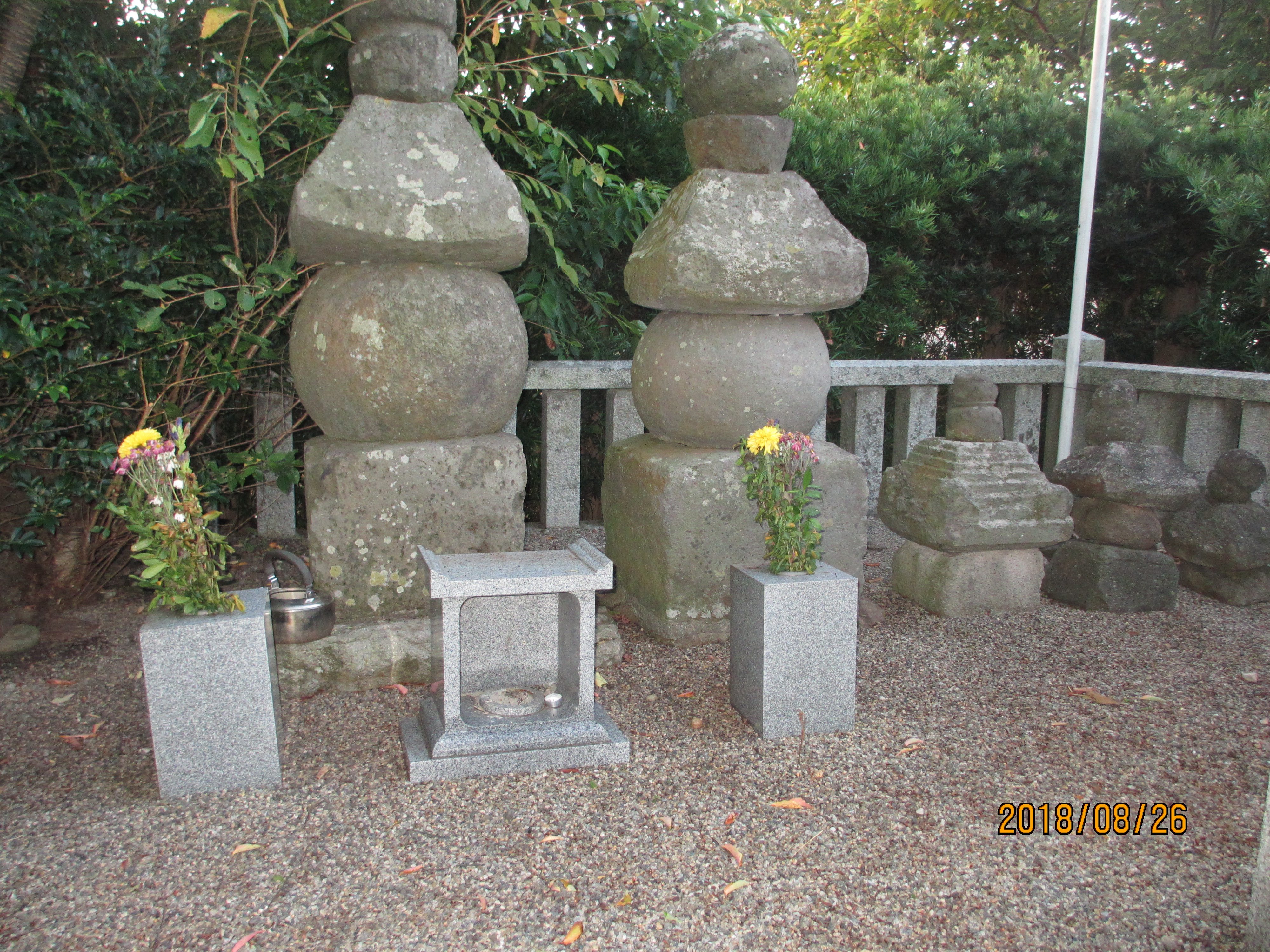
三人五輪、詳細版（左から名和長年・長男義高・三男高光）